# Plutothrix pilosiclava
Plutothrix pilosiclava är en stekelart som beskrevs av Heydon 1997. Plutothrix pilosiclava ingår i släktet Plutothrix och familjen puppglanssteklar. Inga underarter finns listade i Catalogue of Life.